# Mistrovství Jižní Ameriky ve fotbale 1926
Mistrovství Jižní Ameriky ve fotbale 1926 bylo 10. mistrovství pořádané fotbalovou asociací CONMEBOL. Vítězem se stala Uruguayská fotbalová reprezentace.

## Tabulka
| Tým       | Z | V | R | P | VG | IG | +/- | B |
| --------- | - | - | - | - | -- | -- | --- | - |
| Uruguay   | 4 | 4 | 0 | 0 | 17 | 2  | +15 | 8 |
| Argentina | 4 | 2 | 1 | 1 | 14 | 3  | +11 | 5 |
| Chile     | 4 | 2 | 1 | 1 | 14 | 6  | +8  | 5 |
| Paraguay  | 4 | 1 | 0 | 3 | 8  | 20 | -12 | 2 |
| Bolívie   | 4 | 0 | 0 | 4 | 2  | 24 | -22 | 0 |

- Brazílie se vzdala účasti.

## Zápasy
| 12. října 1926                                               |     |             |                                                          |
| Chile                                                        | 7:1 | Bolívie     | Estadio Sport de Ñuñoa, Santiago de Chile diváci: 12 000 |
| Ramírez 10' Subiabre 14' Arellano 15' 41' 80' 84' Moreno 47' |     | Aguilar 89' | Estadio Sport de Ñuñoa, Santiago de Chile diváci: 12 000 |

| 16. října 1926                                   |     |         |                                                         |
| Argentina                                        | 5:0 | Bolívie | Estadio Sport de Ñuñoa, Santiago de Chile diváci: 8 000 |
| Cherro 9' 19' Sosa 31' Delgado 43' De Miguel 74' |     |         | Estadio Sport de Ñuñoa, Santiago de Chile diváci: 8 000 |

| 17. října 1926                    |     |                     |                                                          |
| Uruguay                           | 3:1 | Chile               | Estadio Sport de Ñuñoa, Santiago de Chile diváci: 13 000 |
| Borjas 22' Castro 32' Scarone 55' |     | Subiabre 65' (pen.) | Estadio Sport de Ñuñoa, Santiago de Chile diváci: 13 000 |

| 20. října 1926                                                |     |          |                                                         |
| Argentina                                                     | 8:0 | Paraguay | Estadio Sport de Ñuñoa, Santiago de Chile diváci: 3 000 |
| Sosa 11' 32' 59' 87' Cherro 16' Delgado 40' 42' De Miguel 40' |     |          | Estadio Sport de Ñuñoa, Santiago de Chile diváci: 3 000 |

| 23. října 1926 |     |                                                        |                                                         |
| Bolívie        | 1:6 | Paraguay                                               | Estadio Sport de Ñuñoa, Santiago de Chile diváci: 2 000 |
| C. Soto 78'    |     | C. Ramírez 16' 24' J. Ramírez 45' 58' 63' I. López 88' | Estadio Sport de Ñuñoa, Santiago de Chile diváci: 2 000 |

| 24. října 1926 |     |                       |                                                          |
| Argentina      | 0:2 | Uruguay               | Estadio Sport de Ñuñoa, Santiago de Chile diváci: 15 000 |
|                |     | Borjas 22' Castro 73' | Estadio Sport de Ñuñoa, Santiago de Chile diváci: 15 000 |

| 28. října 1926                        |     |         |                                                         |
| Uruguay                               | 6:0 | Bolívie | Estadio Sport de Ñuñoa, Santiago de Chile diváci: 8 000 |
| Scarone 9' 12' 28' 39' 81' Romano 67' |     |         | Estadio Sport de Ñuñoa, Santiago de Chile diváci: 8 000 |

| 31. října 1926 |     |               |                                                         |
| Chile          | 1:1 | Argentina     | Estadio Sport de Ñuñoa, Santiago de Chile diváci: 8 000 |
| Saavedra 25'   |     | Tarasconi 42' | Estadio Sport de Ñuñoa, Santiago de Chile diváci: 8 000 |

| 1. listopadu 1926                         |     |                    |                                                          |
| Uruguay                                   | 6:1 | Paraguay           | Estadio Sport de Ñuñoa, Santiago de Chile diváci: 12 000 |
| Castro 16' 23' 32' 72' Saldombide 47' 82' |     | Fleitas Solich 58' | Estadio Sport de Ñuñoa, Santiago de Chile diváci: 12 000 |

| 3. listopadu 1926                    |     |                 |                                                         |
| Chile                                | 5:1 | Paraguay        | Estadio Sport de Ñuñoa, Santiago de Chile diváci: 6 000 |
| Arellano 21' 64' 71' Ramírez 42' 82' |     | Vargas Peña 85' | Estadio Sport de Ñuñoa, Santiago de Chile diváci: 6 000 |